# Don't Be Messin' 'Round
Don't Be Messin' 'Round (ook wel Don't Be Messin' Around (originele titel) of Don't Be Messing Around) is een nummer van de Amerikaanse popster Michael Jackson. Het nummer werd opgenomen tijdens de sessies van Jacksons album Bad, maar werd nooit gebruikt. Rond Thriller 25 werd het nummer voor het eerst genoemd, door de producer Bruce Swedien. Hij zei: "Michael plays piano on it, and it’s just beautiful". Ook noemde hij het nummer "a powerful balad".
Een kort gedeelte (7 seconden) van het nummer lekte uit, maar veel fans geloofden niet dat dit het echte nummer was. Later bleek het een deel van het refrein te zijn.

## Uitgaven
Voor het project Bad 25 werd de single I Just Can't Stop Loving You opnieuw uitgebracht, op vinyl (7" en 12") en als cd-maxisingle. Aanvankelijk werd aangenomen dat Don't Be Messin' 'Round in zijn definitieve versie zou verschijnen op alle singles. Later werd echter bekendgemaakt dat het nummer alleen op de cd-maxisingles zou staan. Ook werd Jacksons originele demo-opname gebruikt en niet de '2012 Version'. In de demo is te horen dat Jackson aanwijzingen geeft aan de muzikanten en technici over hoe hij het nummer wil hebben.

## Verschijningsdata
Hieronder staan de verschijningsdata van de cd-maxisingle van 'I Just Can't Stop Loving You' in enkele landen:
- Duitsland: 1 juni 2012
- Polen: 5 juni 2012
- Verenigde Staten: 5 juni 2012
- Japan: 6 juni 2012
- Australië: 8 juni 2012
- Nederland: 8 juni 2012